# A 71-a ediție a Premiilor Globul de Aur
A 71-a ediție a Premiilor Globul de Aur a avut loc la 12 ianuarie 2014 la Hotelul Beverly Hilton din Beverly Hills, California pe canalul NBC. S-au acordat premii pentru cele mai bune filme din 2013 și cele mai bune emisiuni americane de televiziune din 2013. Ceremonia a fost produsă de Dick Clark Productions în colaborare cu  Hollywood Foreign Press Association. Woody Allen a primit Premiul Cecil B. DeMille pentru întreaga carieră la 13 septembrie 2013 și Diane Keaton a acceptat premiul în numele său. Tina Fey și Amy Poehler au fost gazdele emisiunii.

## Câștigători și nominalizări

### Cinema
| Cel mai bun film | Cel mai bun film |
| Dramă | Muzical sau Comedie |
| --- | --- |
| - 12 Years a Slave - Captain Phillips - Gravity - Philomena - Rush | - American Hustle - Her - Inside Llewyn Davis - Nebraska - The Wolf of Wall Street |
| Cea mai bună interpretare (dramă) | |
| Actor | Actriță |
| - Matthew McConaughey – Dallas Buyers Club ca Ron Woodroof - Chiwetel Ejiofor – 12 Years a Slave ca Solomon Northup - Idris Elba – Mandela: Long Walk to Freedom ca Nelson Mandela - Tom Hanks – Captain Phillips ca Captain Richard Phillips - Robert Redford – All Is Lost ca Our Man | - Cate Blanchett – Blue Jasmine ca Jeanette "Jasmine" Francis - Sandra Bullock – Gravity ca Dr. Ryan Stone - Judi Dench – Philomena ca Philomena Lee - Emma Thompson – Saving Mr. Banks ca P. L. Travers - Kate Winslet – Labor Day ca Adele Wheeler |
| Cea mai bună interpretare (muzical/comedie) | |
| Actor | Actriță |
| - Leonardo DiCaprio – The Wolf of Wall Street ca Jordan Belfort - Christian Bale – American Hustle ca Irving Rosenfeld - Bruce Dern – Nebraska ca Woody Grant - Oscar Isaac – Inside Llewyn Davis ca Llewyn Davis - Joaquin Phoenix – Her ca Theodore Twombly                           | - Amy Adams – American Hustle ca Sydney Prosser - Julie Delpy – Before Midnight ca Céline Wallace - Greta Gerwig – Frances Ha ca Frances Halladay - Julia Louis-Dreyfus – Enough Said ca Eva Henderson - Meryl Streep – August: Osage County ca Violet Weston |
| Cea mai bună interpretare în rol secundar | |
| Actor în rol secundar | Actriță în rol secundar |
| - Jared Leto – Dallas Buyers Club ca Rayon - Barkhad Abdi – Captain Phillips ca Abduwali Muse - Daniel Brühl – Rush ca Niki Lauda - Bradley Cooper – American Hustle ca Richie DiMaso - Michael Fassbender – 12 Years a Slave ca Edwin Epps                                             | - Jennifer Lawrence – American Hustle ca Rosalyn Rosenfeld - Sally Hawkins – Blue Jasmine ca Ginger - Lupita Nyong'o – 12 Years a Slave ca Patsey - Julia Roberts – August: Osage County ca Barbara Weston-Fordham - June Squibb – Nebraska ca Kate Grant |
| Altele | |
| Cel mai bun regizor | Cel mai bun scenariu |
| - Alfonso Cuarón – Gravity - Paul Greengrass – Captain Phillips - Steve McQueen – 12 Years a Slave - Alexander Payne – Nebraska - David O. Russell – American Hustle | - Spike Jonze – Her - Steve Coogan and Jeff Pope – Philomena - Bob Nelson – Nebraska - John Ridley – 12 Years a Slave - Eric Warren Singer and David O. Russell – American Hustle |
| Cea mai bună coloană sonoră | Cea mai bună melodie originală |
| - Alex Ebert – All Is Lost - Alex Heffes – Mandela: Long Walk to Freedom - Steven Price – Gravity - John Williams – The Book Thief - Hans Zimmer – 12 Years a Slave | - "Ordinary Love" (U2 și Danger Mouse) – Mandela: Long Walk to Freedom - "Atlas" (Coldplay) – The Hunger Games: Catching Fire - "Let It Go" (Kristen Anderson-Lopez and Robert Lopez) – Frozen - "Please Mr. Kennedy" (Ed Rush, George Cromarty, T Bone Burnett, Justin Timberlake, Joel Coen and Ethan Coen) – Inside Llewyn Davis - "Sweeter Than Fiction" (Taylor Swift și Jack Antonoff) – One Chance |
| Cel mai bun film de animație | Cel mai bun film străin |
| - Frozen - The Croods - Despicable Me 2 | - The Great Beauty (Italia) - Blue Is the Warmest Colour ([[[:en:Cinema of France\|Franța]]) - The Hunt ([[[:en:Cinema of Denmark\|Danemarca]]) - The Past ([[[:en:Cinema of Iran\|Iran]]) - The Wind Rises (Japonia) |

### Filme cu mai multe nominalizări
| Nominalizări | Filme                         | Ref. |
| ------------ | ----------------------------- | ---- |
| 7            | 12 Years a Slave              |      |
| 7            | American Hustle               |      |
| 5            | Nebraska                      |      |
| 4            | Captain Phillips              |      |
| 4            | Gravity                       |      |
| 3            | Her                           |      |
| 3            | Inside Llewyn Davis           |      |
| 3            | Mandela: Long Walk to Freedom |      |
| 3            | Philomena                     |      |
| 2            | All Is Lost                   |      |
| 2            | August: Osage County          |      |
| 2            | Blue Jasmine                  |      |
| 2            | Dallas Buyers Club            |      |
| 2            | Frozen                        |      |
| 2            | Rush                          |      |
| 2            | The Wolf of Wall Street       |      |

### Filme care au câștigat mai multe premii
| Premii | Filme              | Ref. |
| ------ | ------------------ | ---- |
| 3      | American Hustle    |      |
| 2      | Dallas Buyers Club |      |

### Televiziune
| Cel mai bun serial TV | Cel mai bun serial TV |
| Dramă | Muzical/comedie |
| --- | --- |
| - Breaking Bad - Downton Abbey - The Good Wife - House of Cards - Masters of Sex | - Brooklyn Nine-Nine - The Big Bang Theory - Girls - Modern Family - Parks and Recreation |
| Cea mai bună interpretare într-un serial TV – Dramă | |
| Actor | Actriță |
| - Bryan Cranston – Breaking Bad ca Walter White - Liev Schreiber – Ray Donovan ca Ray Donovan - Michael Sheen – Masters of Sex ca Bill Masters - Kevin Spacey – House of Cards ca Frank Underwood - James Spader – The Blacklist ca Raymond Reddington                 | - Robin Wright – House of Cards ca Claire Underwood - Julianna Margulies – The Good Wife ca Alicia Florrick - Tatiana Maslany – Orphan Black ca various characters - Taylor Schilling – Orange Is the New Black ca Piper Chapman - Kerry Washington – Scandal ca Olivia Pope                        |
| Cea mai bună interpretare într-un serial TV – Comedie/muzical | |
| Actor | Actriță |
| - Andy Samberg – Brooklyn Nine-Nine ca Jake Peralta - Jason Bateman – Arrested Development ca Michael Bluth - Don Cheadle – House of Lies ca Marty Kaan - Michael J. Fox – The Michael J. Fox Show ca Mike Henry - Jim Parsons – The Big Bang Theory ca Sheldon Cooper | - Amy Poehler – Parks and Recreation ca Leslie Knope - Zooey Deschanel – New Girl ca Jessica "Jess" Day - Lena Dunham – Girls ca Hannah Horvath - Edie Falco – Nurse Jackie ca Jackie Peyton - Julia Louis-Dreyfus – Veep ca Vice President Selina Meyer                                            |
| Cea mai bună interpretare într-o miniserie sau film de televiziune | |
| Actor | Actriță |
| - Michael Douglas – Behind the Candelabra ca Liberace - Matt Damon – Behind the Candelabra ca Scott Thorson - Chiwetel Ejiofor – Dancing on the Edge ca Louis Lester - Idris Elba – Luther ca John Luther - Al Pacino – Phil Spector ca Phil Spector                   | - Elisabeth Moss – Top of the Lake ca Det. Robin Griffin - Helena Bonham Carter – Burton & Taylor ca Elizabeth Taylor - Rebecca Ferguson – The White Queen ca Elizabeth Woodville - Jessica Lange – American Horror Story: Coven ca Fiona Goode - Helen Mirren – Phil Spector ca Linda Kenney Baden |
| Cea mai bună interpretare în rol secundar într-o miniserie sau film de televiziune | |
| Actor în rol secundar | Actriță în rol secundar |
| - Jon Voight – Ray Donovan ca Mickey Donovan - Josh Charles – The Good Wife ca Will Gardner - Rob Lowe – Behind the Candelabra ca Dr. Jack Startz - Aaron Paul – Breaking Bad ca Jesse Pinkman - Corey Stoll – House of Cards ca Peter Russo                           | - Jacqueline Bisset – Dancing on the Edge ca Lady Livinia Cremone - Janet McTeer – The White Queen ca Jacquetta of Luxembourg - Hayden Panettiere – Nashville ca Juliette Barnes - Monica Potter – Parenthood ca Kristina Braverman - Sofía Vergara – Modern Family ca Gloria Delgado-Pritchett     |
| Cea mai bună miniserie sau film TV | |
| - Behind the Candelabra - American Horror Story: Coven - Dancing on the Edge - Top of the Lake - The White Queen | |

### Seriale TV cu mai multe nominalizări
| Nominalizări | Program TV                   | Ref. |  |
| 4            | Behind the Candelabra        |      |  |
| 4            | House of Cards               |      |  |
| 3            | Breaking Bad                 |      |  |
| 3            | Dancing on the Edge          |      |  |
| 3            | The Good Wife                |      |  |
| 3            | The White Queen              |      |  |
| 2            | American Horror Story: Coven |      |  |
| 2            | The Big Bang Theory          |      |  |
| 2            | Brooklyn Nine-Nine           |      |  |
| 2            | Girls                        |      |  |
| 2            | Masters of Sex               |      |  |
| 2            | Modern Family                |      |  |
| 2            | Parks and Recreation         |      |  |
| 2            | Phil Spector                 |      |  |
| 2            | Ray Donovan                  |      |  |
| 2            | Top of the Lake              |      |  |

### Seriale TV cu mai multe premii
2: Behind the Candelabra, Breaking Bad și Brooklyn Nine-Nine

## Prezentatori
- Ben Affleck with Best Director – Motion Picture
- Kevin Bacon și Kyra Sedgwick with intro of Miss Golden Globe and Best Actress in a Television Series – Drama
- Drew Barrymore with Best Motion Picture – Musical or Comedy
- Kate Beckinsale, Sean Combs, and Usher with Best Original Score and Best Original Song
- Orlando Bloom și Zoe Saldana with Best Foreign Language Film
- Julie Bowen și Seth Meyers with Best Actor in a Television Series – Comedy or Musical
- Sandra Bullock și Tom Hanks with Best Supporting Actress – Motion Picture
- Jim Carrey a prezentat American Hustle
- Jessica Chastain with Best Actor in a Motion Picture – Drama
- Emilia Clarke și Chris O'Donnell with Best Actress in a Television Series – Comedy or Musical
- Steve Coogan și Philomena Lee a prezentat Philomena
- Matt Damon a prezentat Captain Phillips
- Johnny Depp with Best Motion Picture – Drama
- Laura Dern a prezentat Nebraska
- Leonardo DiCaprio with Best Actress in a Motion Picture – Drama
- Robert Downey Jr. with Best Actress in a Motion Picture – Musical or Comedy
- Aaron Eckhart și Paula Patton with Best Actor in a Television Series – Drama and Best Television Series – Drama
- Chris Evans și Uma Thurman with Best Television Series – Comedy or Musical
- Jimmy Fallon și Melissa McCarthy with Best Actor – Miniseries or Television Film
- Colin Farrell a prezentat Inside Llewyn Davis
- Amber Heard, Taylor Kinney și  Jesse Spencer with Best Supporting Actor – Series, Miniseries or Television Film
- Chris Hemsworth și Niki Lauda a prezentat Rush
- Jonah Hill și Margot Robbie a prezentat The Wolf of Wall Street
- Mila Kunis și  Channing Tatum with Best Supporting Actress – Series, Miniseries or Television Film
- Jennifer Lawrence with Best Actor in a Motion Picture – Musical or Comedy
- Liam Neeson a prezentat Gravity
- Chris Pine și Emma Watson with Best Animated Feature Film
- Mark Ruffalo și Naomi Watts with Best Miniseries or Television Film and Best Actress – Miniseries or Television Film
- Emma Stone with Cecil B. DeMille Award (accepted by Diane Keaton)
- Emma Thompson with Best Screenplay
- Christoph Waltz with Best Supporting Actor – Motion Picture
- Olivia Wilde a prezentat Her
- Reese Witherspoon a prezentat 12 Years a Slave